# Google Chrome Frame
Google Chrome Frame è un plug-in sviluppato per Internet Explorer basato sul progetto open-source Chromium. È stato dichiarato stabile nel settembre 2010.
Nel giugno 2013, Google ha annunciato di interrompere lo sviluppo di Chrome Frame e di cessare il supporto e gli aggiornamenti a gennaio 2014.
Il plug-in funziona con Internet Explorer 6, 7, 8 e 9 e consente la visualizzazione delle pagine web utilizzando il motore di rendering e il motore JavaScript di Chrome.